# Alojz Bregant
Alojz Bregant, slovenski borec proti fašizmu, * 2. junij 1907, Podgora, † 22. avgust 1928, Gorica.

## Življenje
Bil je član slovenske mladinske komunistične skupine v Podgori pri Girici. Ko se je leta 1928 vrnil domov od vojakov, ki jih je služil v Libiji, kjer je dobil izkušnje gverilskega bojevanja, se je, v soglasju s sodelavci, odločil, da usmrti osemnajstletnega Viktorja Kogeja iz Idrije, policijskega zaupnika (ovaduha). Kogej je avgusta 1927 zapustil mladinsko komunistično organizacijo in postal ovaduh političnega urada 59. legije črnosrajčnikov v Trstu. Kogej je izdal vso mladinsko komunistično organizacijo v Istri, ter mnoge slovenske komuniste v Trstu. Bregant je na predvečer prve obletnice izvršitve smrtne obsodbe sindikalnih funkcionarjev N. Sacca in B. Vanzettia v Združenih državah Amerike 21. avgusta zvečer ustrelil Kogeja v njegovem stanovanju v ulici Carduci 18 v Gorici. Pred zasledovalci je zbežal čez strehe in na vhodu v sosednjo hišo smrtno zadel še fašističnega policista Tea Ventina, ki ga je hotel aretirati. Med begom proti vodnjaku na Korzu ga je ena krogla zasledovalcev zadela v levi kolk ter povzročila eksplozijo razstreliva, ki ga je imel v žepu. Hudim ranam je podlegel naslednje jutro v goriški bolnišnici.